# Højelse
Højelse er en lille landsby nær Køge. I Højelse ligger der en skole med ca. 250 elever. Højelse er mest kendt for sin kirke Højelse Kirke. Højelse ligger ca. 1 kilometer syd for Lille Skensved, der er en lille stationsby .